# European Open Science Cloud
La European Open Science Cloud (EOSC) è una piattaforma cloud, liberamente accessibile online, in cui è possibile consultare i dati prodotti dalle ricerche scientifiche dei ricercatori europei.
Il progetto, su iniziativa della commissione europea di promuovere l'open science, è iniziato nel 2015 con l'obiettivo di completarne lo sviluppo entro il 2020.
L'EOSC è stato finanziato dal programma Horizon 2020.